# Sommarresidenset i Chengde

Sommarresidenset i Chengde (避暑山庄; Bìshǔshānzhuāng) är ett kejsarpalats i Chengde i Hebei i Kina. Palatset var sommar- och höstbostad för Qingdynastins kejsare.
Varje år tillbringade kejsarna under Qingdynastin en ansenlig tid i sommarresidenset i Chengdu där de hanterade militära och politiska frågor och mötte sändebud och ledare från minoritetsbefolkningarna i norr. Flera historiska händelser har ägt rum i sommarresidenset i Chengdu så som det officiella besöket 1793 av den brittiska diplomaten George Macartney.
Templet uppfördes från 1703 till 1792 under kejsar Kangxi, Yongzheng och Qianlongs regeringstider. De större delarna av byggnation utfördes 1703 till 1714 och 1741 till 1754.
Södra delen av residenset är palatsområdet som upptar 102 000 kvadratmeter och var där den kejserliga familjen bodde, arbetade och höll ceremonier. I sydöstra delen är sjöområdet som upptar 496 000 kvadratmeter och innehåller åtta sjöar och ett flertal byggnader vars arkitektur är inspirerat från södra Kina. I norra delen av residenset finns 607 000 kvadratmeter skog och gräs där det hölls hästkapplöpning. Även flera tempel och ett stort bibliotek uppfördes i denorra delarna. I västra delen finns 4 000 000 kvadratmeter berg med fyra stora raviner. Det fanns även 40 grupper av byggnader i bergen som idag bara är i ruiner.
Sommarresidenset i Chengde och dess tolv närliggande tempel är sedan 1994 listade av Unesco som världsarv.
Världsmästerskapet i bandy för damer 2018 arrangerades på naturis på residensets sjö.